# Crassispira monilecosta
Crassispira monilecosta é uma espécie de gastrópode do gênero Crassispira, pertencente à família Pseudomelatomidae.